# شیردل (فیلم ۲۰۱۸)
شیردل (به انگلیسی: Lionheart) یک فیلم درام محصول سال ۲۰۱۸ سینمای نیجریه به تهیه‌کنندگی چینی اونووگ‌بنو و کارگردانی ژنوی ناجی است. در این فیلم پیت ادوچی، ژنیوو نناجی و نکم اووو به ایفای نقش پرداخته‌اند. این فیلم در ۷ سپتامبر ۲۰۱۸ توسط نتفلیکس خریداری شد، و آن را به اولین فیلم اصلی نتفلیکس تولید شده در نیجریه تبدیل کرد. شیردل برای اولین بار در جشنواره بین‌المللی فیلم تورنتو ۲۰۱۸ در کانادا به نمایش درآمد. این فیلم در ۴ ژانویه ۲۰۱۹ در سراسر جهان توسط نتفلیکس منتشر شد.
این فیلم به عنوان ورودی سینمای نیجریه برای بهترین فیلم بلند بین‌المللی در نود و دومین جوایز اسکار انتخاب شد. این اولین باری بود که نیجریه فیلمی را به اسکار ارسال کرد. در ۴ نوامبر ۲۰۱۹، آکادمی فیلم را رد صلاحیت کرد زیرا اکثر دیالوگ‌ها به زبان انگلیسی بود، و تنها حدود ده دقیقه از فیلم به زبان ایگبو است.

## داستان
اداره و همچنین کنترل کردن یک شرکت می‌تواند شغل چالش‌برانگیزی باشد، به خصوص اگر شما زنی باشید که در حال فعالیت در دنیایی هستید که بخش کثیری از آن را مردان تشکیل می‌دهند. ادیز (ژنوی ناجی)، به دنبال راهی می‌گردد تا به این واسطه ارزش خود را ثابت کند. او برای این کار، قدم پیش می‌گذارد تا پدر خودش را به چالش بکشد. از طرف دیگر، رئیس ارنست اوبیاگو مجبور است که به خاطر مشکلات و بیماری‌های جسمی‌ای که دارد، خود را عقب بکشد. او به طرز عجیب و کنایه‌داری، تصمیم گرفت به جای اینکه اداره و کنترل شرکت خود به دختر جوانش بسپارد، کمپانی را به دست برادر خام و عجیب و غریبش به نام گادزویل بدهد و…

## انتشار فیلم
تریلر این فیلم در ۲۴ اوت ۲۰۱۸ منتشر شد. در ۴ ژانویه ۲۰۱۹، این فیلم برای پخش در سراسر جهان در نتفلیکس در دسترس بود.

## پاسخ انتقادی
این فیلم نقدهای مثبتی از منتقدان مختلف دریافت کرده‌است. در وب‌سایت جمع‌آوری نقد راتن تومیتوز، این فیلم دارای ۱۰۰٪ تاییدیه با میانگین امتیاز ۶٫۳/۱۰ بر اساس هفت نقد است.